# Long Glacier
Long Glacier är en glaciär i Antarktis. Den ligger i Västantarktis. Inget land gör anspråk på området. Long Glacier ligger 31 meter över havet.
Terrängen runt Long Glacier är kuperad norrut, men söderut är den platt. Long Glacier ligger nere i en dal. Trakten är obefolkad. Det finns inga samhällen i närheten.